# Campylocentrum apiculatum
Campylocentrum apiculatum  é uma espécie de orquídea, família Orchidaceae, que existe na Bolívia.

## Publicação
- Campylocentrum apiculatum Schltr., Repert. Spec. Nov. Regni Veg. 27: 84 (1929).